# Potamogeton oakesianus
Potamogeton oakesianus är en nateväxtart som beskrevs av J.W. Robbins. Potamogeton oakesianus ingår i släktet natar, och familjen nateväxter. Inga underarter finns listade.